# Classification de Bordeaux
La classification de Bordeaux est un système de classification de bibliothèque créé dans le cadre de la Section droit de la Bibliothèque interuniversitaire de Bordeaux.
Cette classification couvre principalement les disciplines du droit, de l'économie et de la gestion.
Elle s'est diffusée en France et est utilisée par plusieurs bibliothèques universitaires, notamment celles de Paris Panthéon-Sorbonne, Paris Panthéon-Assas ou la Bibliothèque Cujas.

## Création et diffusion
Bien que les instructions de la Direction des bibliothèques de France préconisaient l'emploi de la classification décimale universelle, la classification de Bordeaux fut élaborée pour répondre aux besoins spécifiques des branches du droit français.
La classification de Bordeaux a été élaborée à partir de 1968 par Élisabeth Traissac, responsable de la section Droit-Sciences Économiques puis directrice de la Bibliothèque interuniversitaire de Bordeaux. 
Cette classification a été tenue à jour et augmentée par les conservateurs et bibliothécaires de la Bibliothèque de l'université Bordeaux I puis de l'université Montesquieu-Bordeaux IV jusqu’en juillet 2010. Elle y a été progressivement remplacée par la classification Dewey entre 2011 et 2013. La classification de Bordeaux y est toujours utilisée pour les revues et les collections en magasins.
Appliquée avec des amendements, la classification de Bordeaux est principalement employée dans des bibliothèques universitaires parisiennes spécialisées dans les domaines du droit et de l'économie, notamment les bibliothèques des universités Paris-I Panthéon Sorbonne, Paris-II Panthéon-Assas, Paris Ouest-Nanterre-La Défense... Elle est également employée par la bibliothèque de référence pour les domaines du droit et de l'économie : la Bibliothèque Cujas, depuis 1995 en remplacement de la classification de la Bibliothèque du Congrès. La classification de Bordeaux est alors préférée pour « favoriser les regroupements et non [...] établir une classification trop développée ».

## Principes
La classification de Bordeaux est un système alphadécimal, fondé sur les instructions ministérielles du 20 juin 1962 pour les bibliothèques universitaires.
Elle en reprend plusieurs principes, notamment :
- la division entre niveaux : un premier niveau correspondant aux premières années universitaires (les classes suivantes sont alors complétées d'un "M") et un second niveau correspondant aux étudiants avancés, doctorants, chercheurs et enseignants.
- une partie des classes préconisées, dont :
| Divisions spécialisées en droit et sciences sociales | Divisions spécialisées en droit et sciences sociales |
| ---------------------------------------------------- | ---------------------------------------------------- |
| G                                                    | Généralités du droit                                 |
| H                                                    | Histoire du droit                                    |
| J                                                    | Droit public                                         |
| K                                                    | Droit privé                                          |
| L                                                    | Sciences économiques                                 |
| M                                                    | Sciences sociales et sociologie                      |

- les préconisations de classement en magasin, des brochures, des thèses...

## Classes

### Classe F – Généralités,religion,philosophie
- FA - Ouvrages de référence, dictionnaires, encyclopédies, annuaires
- FA (03) - Dictionnaires de langue(s) y compris français, grammaires
- FA (05) - Annuaires
- FB - Préparation aux concours, méthodologie du travail universitaire écrit et oral
- FC - Guides des études, orientation professionnelle, métiers, guides, CV, lettres de motivation, correspondance…
- FQ - Collection Que sais-je ?
- FR - Collection Repères

### Classe G – Généralités du droit
- GD - Généralités du droit (sources, encyclopédies, bibliographies juridiques)
- GE - Philosophie du droit, sociologie du droit, théorie du droit
- GF - Droit comparé, droit musulman, études générales sur le droit d’un pays

### Classe H –Histoire du droit
- HA - Droit romain, droit de l’antiquité
- HB - Histoire des institutions et du droit public
- HC - Histoire du droit privé
- HD - Droit canonique, histoire de l'Église
- HF - Histoire sociale (jusqu'en 1970)

### Classe J –Droit public

#### JB -Droits de l’homme,libertés publiques
Dont droits de l’enfant, droits économiques et sociaux, droit des minorités, liberté d’expression

#### JC -Droit administratif
- JC1 - Droit administratif général, réforme de l’État, fonction publique, droit administratif des biens, domaine public, contentieux administratif, service public, déconcentration, décentralisation
- JC2 - Droit de l’urbanisme, droit de l'environnement, politique de la ville, logement, expropriation pour cause d’utilité publique, droit du tourisme
- JC3 - Droit public économique, activités économiques de l’administration, services publics industriels et commerciaux, marchés publics
- JC4 - Droit de la santé, droit hospitalier, droit médical et droit pharmaceutique, bioéthique
- JC5 - Politiques publiques (autres que précédents) : culture, éducation, recherche, sport, asile, séjour des étrangers…

### Classe K –Droit privé

#### KA -Droit civiletorganisation judiciaire, associations, fondations
- KA1 - Droit des personnes, nationalité, condition des étrangers, droit de la famille ariage, divorce, régimes matrimoniaux, filiation, adoption, incapacités, successions, donations, testaments
- KA2 - Droit des biens et de la propriété intellectuelle, gestion du patrimoine (aspects juridiques), fiducie, trusts, droit de propriété
- KA3 - Droit des obligations et des contrats (sauf immobiliers), responsabilité civile
- KA4 - Droit des sûretés et publicité foncière.
- KA5 - Organisation judiciaire, tribunaux civils, procédure civile et voies d’exécution, arbitrage, professions juridiques

#### KB -Droit commercialetdes affaires
- KB1 - Droit des sociétés
- KB2 - Droit des assurances
- KB3 - Droit des entreprises en difficulté, procédures collectives
- KB4 - Droit bancaire et financier, droit du crédit (cautionnement, surendettement), droit boursier
- KB5 - Droit de la concurrence, de la consommation, de la publicité et de la distribution

#### KC -Droit social
- KC1 - Droit du travail, contrats de travail, représentation du personnel, comités d’entreprise
- KC2 - Sécurité Sociale, assistance sociale
- KC3 - Aide et protection sociale

#### KF - Droits spéciaux
- KF1 - Droit de la construction et de l’immobilier, viager
- KF2 - Droit rural, droit de la pêche
- KF3 - Droit de l’énergie
- KF4 - Droit de l’informatique et des réseaux
- KF5 - Droit de l’information et de la communication
- KF6 - Droit du sport
- KF7 - Droit du tourisme
- KF8 - Autres droits : animaux, chasse, secteurs de l’économie hors agriculture

### Classe KJ – Droit international

#### KJA -Droit international public
Droit des relations internationales : traités, droit des gens, droit international pénal, droit de la guerre, droit de la mer, droit de l’espace, droit de l’environnement

#### KJB -Droit international privé
Conflits de lois, conflits de juridiction, arbitrage, droit commercial international

#### KJE - Droit européen
- KJE1 - Droit européen et droit international de l’Union européenne, droit institutionnel européen, sources du droit communautaire, institutions européennes
- KJE2 - Relations extérieures européennes, défense européenne, relations avec les organisations internationales, PESC
- KJE3 - Droit et politique européenne : personnes, droits et libertés, citoyenneté européenne, liberté de circulation, CEDH, fonds social européen, services d’intérêt général
- KJE4 - Droit et politique européenne : économie et société, droit européen des affaires, des sociétés, union douanière, libre circulation des marchandises, concurrence, consommation. Politique économique et monétaire : union économique et monétaire, euro, politique et harmonisation fiscale, politique agricole commune, FEDER

#### KJN -Nations unies,SDN,ONG
Dont maintien de la paix, droit humanitaire, réfugiés

### Classe L –Économie
- LA - Mathématiques appliquées à l’économie, économétrie
- LB - Statistiques économiques, démographie et mouvements migratoires
- LC - Histoire de la pensée économique
- LCH - Histoire des faits économiques
- LD - Analyse et théorie économiques, macroéconomie et microéconomie
- LE - Organisation économique, politique économique et planification, aménagement du territoire, économie régionale et urbaine
- LF - Secteurs de l’économie (agriculture, énergie, industrie, transports...)
- LG - Gestion et économie de l’entreprise
  - LG1 - Organisation théorique de l’entreprise
  - LG2 - Gestion comptable et financière
  - LG3 - Gestion sociale et ressources humaines
  - LG4 - Technologies et informatique
  - LG5 - Gestion commerciale et marketing
- LH - Comptabilité nationale, produit et revenu national, dépense nationale
- LI - Monnaie, banque, prix, crédit
- LJ - Relations économiques internationales
- LJE - Économie européenne, Euro
- LK - Économie géographique
- LN - Développement économique
- LO - Économie de l'environnement
- LR - Travail, emploi, économie sociale et solidaire

### Classe M –Sociologie, sciences sociales
- MA - Sociologie
- MB - Groupes sociaux
- MC - Médias, communication
- MD - Éducation, culture, sport, santé, travail
- ME - Psychologie sociale, opinion publique

### Classe SP –Science politique
- SP1 - Pensée politique, histoire des idées politiques, philosophie politique
- SP2 - Régimes politiques, histoire et vie politiques, systèmes électoraux
- SP3 - Sociologie politique, communication et marketing politiques
- SP4 - Relations internationales, guerres et conflits, politique des organismes internationaux